# LOJEL
LOJEL（ロジェール）は、日本発祥のスーツケースおよびバッグ、革小物類のブランドであり、その商品を製造・販売する会社。香港に本社を持ち、世界各国で販売されている。
日本では、「株式会社LOJELジャパン」や「株式会社スカイル」が販売している。

## 概要
特徴的な片面開きの開閉機構(フラットトップオープン、ブックオープンとも)を持つスーツケースやキャリーケースを生産・販売し、35ヶ国以上に供給する。日本やアジア地域においては、サムソナイトやエース (鞄)と並ぶ著名なブランドである。
日経新聞が選ぶ、スーツケースランキング2019において、ベストスーツケースに選出されるなど、機能性やデザイン性に定評がある。 

香港に本社を置き、アメリカ合衆国、カナダ、日本などにも地域本社を置き、世界各国に支社を持つ。
1989年に、「Chih Chang Chiang」氏によって東京で設立され、発足した。
代表的な商品名は、「CUBO(キューボ)」「VOJA(ヴォジャ)」など。

## 沿革
- 1989年  Chih Chang Chiang によって日本で設立。自らの製品コンセプトを日本の富山に持ち込み、そこで製造パートナーシップを確立。
- 2018年　取扱い販売店数が、全世界合計で200店舗を突破した。
- 2019年　革新的な会計機構である、片面開き開閉機構を持つCUBO(キューボ)を発売し、好評を博す。
- 2024年　香港における著名なファッションストリートである銅鑼湾に、旗艦店をオープン。

## 日本におけるアフターケア
LOJEL社のホームページより、アフターケアや修理を依頼することが出来る。